# Carlos Kirmayr
Carlos Kirmayr (ur. 22 lutego 1950 w São Paulo) – brazylijski tenisista, reprezentant kraju w Pucharze Davisa.

## Kariera tenisowa
Kariera tenisowa Kirmayra przypadła na lata 70. i 80. XX wieku.
W grze pojedynczej wygrał 1 turniej, który odbywał się w mieście Guarujá w roku 1981, pokonując w finale Ricardem Canem. Ponadto był finalistą 5 turniejów rangi ATP World Tour.
W grze podwójnej zwyciężył w 10 zawodach rangi ATP World Tour (cztery razy w parze z Cássio Mottą i po razie w parach z Eduardem Mandarinem, Colinem Dibleyem, Tito Vázquezem, Ivanem Lendlem, Álvarem Fillolem i José Luisem Damianim) oraz był finalistą 14 kolejnych imprez. Brazylijczyk był ćwierćfinalistą wielkoszlemowego French Open 1983 wspólnie z Cássiem Mottą. Debel ten zakwalifikował się na koniec sezonu 1983 do ATP Finals, odpadając z rywalizacji w ćwierćfinale.
Kirmayr w latach 1971–1986 reprezentował Brazylię w Pucharze Davisa. Bilans zawodnika w turnieju wyniósł 17 zwycięstw i 15 porażek w singlu oraz 17 wygranych meczów przy 7 przegranych w deblu.
W rankingu gry pojedynczej najwyżej był na 36. miejscu (10 sierpnia 1981), a w klasyfikacji gry podwójnej na 6. pozycji (24 października 1983).